# Peter Jacobi (Politiker)
Peter Jacobi (* 27. Januar 1945 in Coburg) ist ein deutscher Politiker. Als Abgeordneter der FDP gehörte er von 1978 bis 1982 dem Bayerischen Landtag an. Neben seiner politischen Tätigkeit engagiert er sich für die Belange von Laienmusikern. Er ist Präsident des Landesverbandes Singen und Musizieren in Bayern und Präsident des Fränkischen Sängerbundes.
Nach seinem Abitur am Musischen Gymnasium in Coburg studierte Jacobi in Bayreuth auf Lehramt. Von 1967 an war er in Dörfles-Esbach als Lehrer tätig.
Seine politische Laufbahn begann 1965 mit seinem Eintritt in die FDP Bayern. Drei Jahre später wurde er zum Vorsitzenden des FDP-Kreisverbandes Coburg-Land gewählt. Schließlich folgte 1972 die Wahl in den Gemeinderat von Dörfles-Esbach und in das Amt des 2. Bürgermeisters der Gemeinde. Nach der Übernahme des Vorsitzes des FDP-Bezirksverbands Oberfranken 1976 wurde er 1977 Mitglied des FDP-Landesvorstands. Bei der Landtagswahl am 15. Oktober 1978 wurde er dann in den Bayerischen Landtag gewählt, dem er bis zum Ende der Legislaturperiode im Oktober 1982 angehörte.
Nebenher galt Jacobis Engagement den Interessen von Sängern und Musikern. Im März 1980 trat er an die Spitze des Sängerkreises Coburg/Kronach/Lichtenfels im Fränkischen Sängerbund. Inzwischen steht er dem Laienmusikverband als Präsident vor. Zudem ist er Präsident des Landesverbandes Singen und Musizieren in Bayern, Vizepräsident des Bayerischen Musikrates, ist in den Trägergremien der Bayerischen Musikakademien, im Stiftungsrat des Bayerischen Musikfonds, im Kuratorium der Hochschule für evangelische Kirchenmusik Bayreuth, Vorsitzender des Chorwettbewerbes in Bayern sowie stellvertretender Vorsitzender der Europa-Tage der Musik und des Orchesterwettbewerbes Bayern. Als Vertreter der Musikorganisationen ist er Mitglied des Rundfunkrates des Bayerischen Rundfunks.
Für seine Verdienste um den Freistaat Bayern und das bayerische Volk wurde Jacobi am 5. Juli 2006 vom Bayerischen Ministerpräsidenten Edmund Stoiber mit dem Bayerischen Verdienstorden ausgezeichnet. Bei der Landtagswahl in Bayern 2008 kandidierte er erneut im Stimmkreis Coburg, wo er 6,6 % der Erststimmen erhielt.